# Pillowtalk

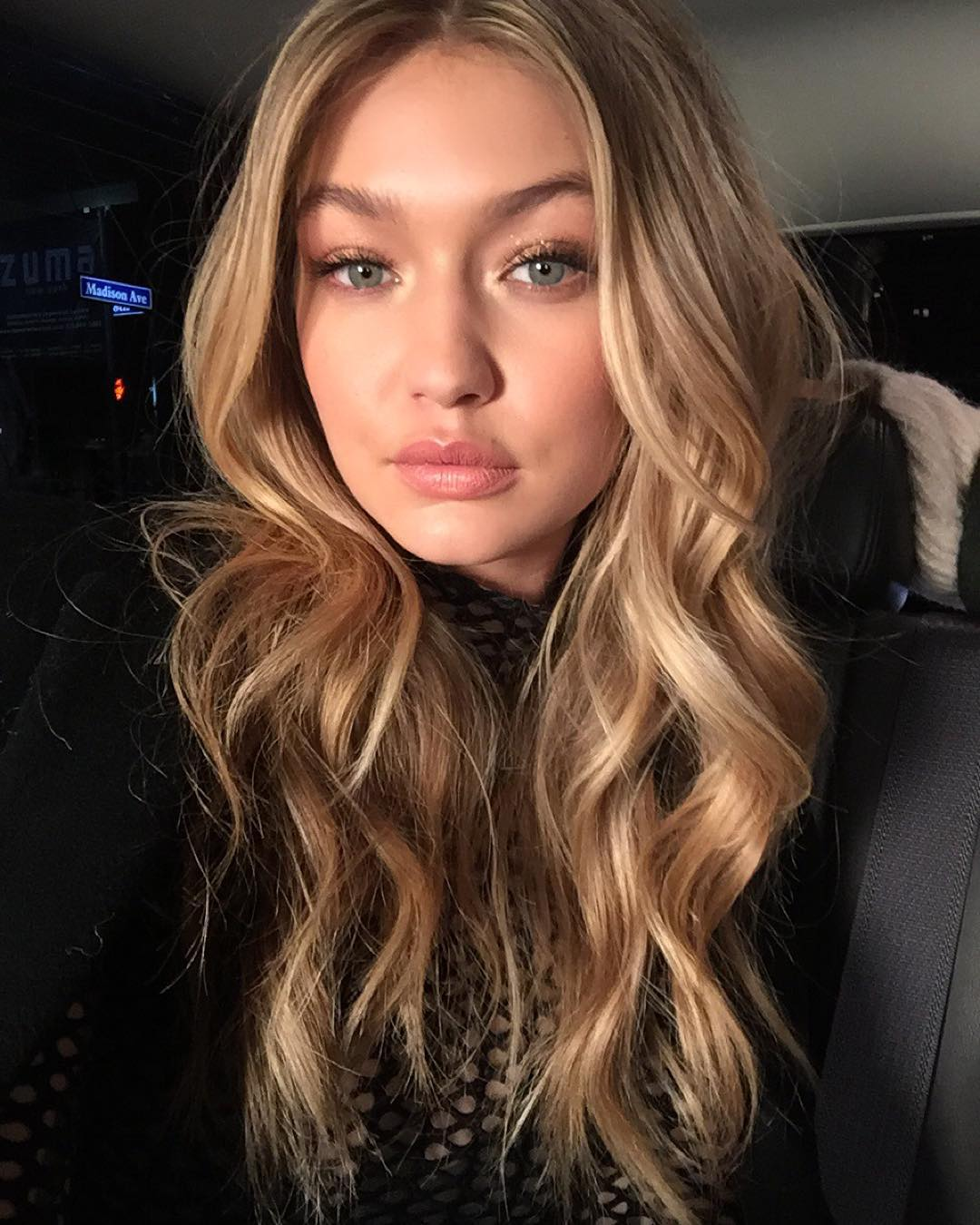
Американская модель Джиджи Хадид, сыгравшая главную роль в видеоклипе «Pillowtalk».

«Pillowtalk» (рус. Интимный разговор) — песня британского певца Зейна Малика (бывшего участника бойз-бенда One Direction), вышедшая 29 января 2016 года в качестве 1-го сингла дебютного студийного альбома Mind of Mine. Песню написали Зейн Малик, Anthony Hannides и Michael Hannides, продюсером были MYKL и Levi Lennox. Видеоклип записан с участием американской модели и телеведущей Джиджи Хадид, с которой певец начал встречаться в ноябре 2015 года.
Сингл сразу достиг первых мест в британском хит-параде UK Singles Chart, а также в чартах Австралии и Ирландии.

## История
24 января 2016 года Зейн объявил через Twitter дату выхода сингла «Pillowtalk».
Это первый сингл Зейна после того как он в 2015 году покинул бойз-бенд One Direction.
Песня получила положительные отзывы музыкальной критики и интернет-изданий: Forbes, Rolling Stone, Spin, The Guardian, E! Online, Harper's Bazaar, AXS, Time, Digital Spy.
В США «Pillowtalk» был продан тиражом более 80,000 копий в первый день, приблизительно 200,000 копий за три дня. «Pillowtalk» дебютировал на позициях № 1 в чартах Digital Songs и Streaming Songs с тиражом 267,260 цифровых загрузок в первую неделю релиза в США и 22,3 млн U.S. streams (это 4-й показатель в истории) в неделю оканчивающуюся 4 февраля 2016, по данным Nielsen Music. Он также дебютировал на позиции № 1 в чарте подписной службе On-Demand Songs (12,7 млн on-demand streams). Сингл набрал 5,9 млн прослушиваний во всеформатном радиочарте в первые три дня радиоэфира, учитываемого в Hot 100 и достиг 17 млн за неделю.
Сингл дебютировал на позиции № 1 в Billboard Hot 100 в чарте датированном 20 февраля 2016, став 25-м хитом сразу дебютировавшим на вершине чарта и первым певцом из Великобритании сразу дебютировавшим на № 1 в США с дебютным синглом (Hot 100), первым дебютантом среди всех на № 1 впервые после Baauer's «Harlem Shake» (2 марта 2013), и в сумме третьим британцем сразу попавшим на вершину (после Adele «Hello» в 2015 и Elton John's «Candle in the Wind 1997»/«Something About the Way You Look Tonight» в 1997). «Pillowtalk» превзошёл все прошлые успехи синглов группы One Direction (их наивысшим достижением было второе место хита «Best Song Ever» в 2013), а сам Zayn стал первым членом своей группы достигшим первого места американского чарта Hot 100 своим дебютным синглом, впервые после сходного достижения экс-Битла George Harrison, который с хитом «My Sweet Lord»/«Isn't It a Pity» был 4 недели № 1 в 1970 году.

## Ремикс
25 февраля 2016 был выпущен ремикс под названием «Pillowtalk Remix» при участии американского рэпера Лил Уэйна.

## Музыкальное видео
Музыкальный видеоклип поставил режиссёр Bouha Kazmi, премьера которого прошла на YouTube 29 января 2016 года. Зейн Малик и его девушка американская модель и телеведущая Джиджи Хадид снялись в этом клипе, в котором много ретро-графики, калейдоскопических и зеркальных эффектов, сексуальных фантазий и женских образов, в том числе с участием британской актрисы и фотомодели Джоди Тёрнер-Смит.
К июню 2024 число просмотров видеоклипа на YouTube превысило 1,2 млрд.

## Чарты
| Чарт (2016)                            | Лучшая позиция |
| -------------------------------------- | -------------- |
| Австралия (ARIA)                       | 1              |
| Австрия (Ö3 Austria Top 40)            | 1              |
| Бельгия/Фландрия (Ultratop 50)         | 1              |
| Бельгия/Валлония (Ultratop 50)         | 1              |
| Канада (Billboard Canadian Hot 100)    | 1              |
| Canada AC (Billboard)                  | 1              |
| Canada CHR/Top 40 (Billboard)          | 1              |
| Canada Hot AC (Billboard)              | 1              |
| Чехия (Singles Digitál Top 100)        | 2              |
| Чехия (Rádio — Top 100)                | 20             |
| Дания (Tracklisten)                    | 5              |
| Europe (Euro Digital Songs)            | 3              |
| Финляндия (Suomen virallinen lista)    | 6              |
| Франция (SNEP)                         | 4              |
| Германия (GfK)                         | 5              |
| Greece Digital Songs (Billboard)       | 1              |
| Венгрия (Single Top 40)                | 4              |
| Ирландия (IRMA)                        | 1              |
| Израиль (Media Forest)                 | 8              |
| Италия (FIMI)                          | 3              |
| Япония (Billboard Japan Hot 100)       | 55             |
| Japan Hot Overseas (Billboard)         | 1              |
| Lebanon (OLT 20)                       | 3              |
| Luxembourg Digital Songs (Billboard)   | 7              |
| Mexico Airplay (Billboard)             | 2              |
| Mexico Streaming (AMPROFON)            | 4              |
| Нидерланды (Single Top 100)            | 9              |
| Нидерланды (Dutch Top 40)              | 10             |
| New Zealand (Recorded Music NZ)        | 1              |
| Norway (VG-lista)                      | 2              |
| Польша (Polish Airplay Top 100)        | 21             |
| Portugal (AFP)                         | 1              |
| Шотландия (OCC Scotland)               | 1              |
| Словакия (Singles Digitál Top 100)     | 1              |
| Словакия (Rádio — Top 100)             | 27             |
| ЮАР (EMA)                              | 3              |
| South Korea (Gaon)                     | 60             |
| Испания (PROMUSICAE)                   | 12             |
| Швеция (Sverigetopplistan)             | 1              |
| Швейцария (Schweizer Hitparade)        | 15             |
| Великобритания (OCC UK Singles)        | 1              |
| Великобритания (OCC UK Hip Hop/R&B)    | 1              |
| США (Billboard Hot 100)                | 1              |
| США (Billboard Adult Contemporary)     | 21             |
| США (Billboard Adult Pop Airplay)      | 13             |
| США (Billboard Dance/Mix Show Airplay) | 9              |
| США (Billboard Latin Pop Airplay)      | 30             |
| США (Billboard Pop Airplay)            | 1              |
| США (Billboard Rhythmic)               | 7              |

| Чарт (2016)                          | Позиция |
| ------------------------------------ | ------- |
| Australia (ARIA)                     | 32      |
| Belgium (Ultratop Flanders)          | 86      |
| Brazil (Brasil Hot 100)              | 84      |
| Canada (Canadian Hot 100)            | 20      |
| Denmark (Tracklisten)                | 43      |
| Germany (Official German Charts)     | 88      |
| Italy (FIMI)                         | 51      |
| Netherlands (Single Top 100)         | 37      |
| New Zealand (Recorded Music NZ)      | 19      |
| Sweden (Sverigetopplistan)           | 30      |
| Switzerland (Schweizer Hitparade)    | 68      |
| UK Singles (Official Charts Company) | 24      |
| US Billboard Hot 100                 | 22      |
| US Adult Top 40 (Billboard)          | 41      |
| US Mainstream Top 40 (Billboard)     | 12      |

## Сертификации
| Регион | Сертификация     | Продажи   |
| --- | ---------------- | --------- |
| Австралия (ARIA) | 4× Платиновый    | 280 000   |
| Бельгия (BEA) | Золотой          | 10 000    |
| Бразилия (ABPD) | 2× Бриллиантовый | 500 000   |
| Канада (Music Canada) | 4× Платиновый    | 320 000   |
| Дания (IFPI Danmark) | 2× Платиновый    | 180 000   |
| Франция (SNEP) | Платиновый       | 133 333   |
| Германия (BVMI) | Платиновый       | 400 000   |
| Италия (FIMI) | 2× Платиновый    | 100 000   |
| Мексика (AMPROFON) | Бриллиантовый    | 300 000   |
| Новая Зеландия (RMNZ) | 2× Платиновый    | 30 000*   |
| Польша (ZPAV) | Бриллиантовый    | 100 000   |
| Португалия (AFP) | Платиновый       | 10 000    |
| Республика Корея | —                | 22,316    |
| Испания (PROMUSICAE) | Платиновый       | 40 000    |
| Швеция (GLF) | 3× Платиновый    | 120 000   |
| Швейцария (IFPI Switzerland) | Платиновый       | 30 000    |
| Великобритания (BPI) | 2× Платиновый    | 1 200 000 |
| США (RIAA) | 5× Платиновый    | 5 000 000 |
| * Данные о продажах приведены только на основе сертификации. · Данные о продажах + прослушиваниях приведены только на основе сертификации. |                  |           |